# Фарман F.40
Фарман F.40/Farman F.40 је вишенаменски француски авион из периода Првог светског рата. Намена му је била извиђач и лаки бомбардер. Заједно су га пројектовала браћа Анри и Марсел Фарман у току 1914. године, а производила га је заједничка фирма (Société Anonyme des Usines Farman). То је била побољшана верзија авиона Фарман HF.30, коју су браћа Фарман заједнички пројектовала за Русију. Авион је заменио превазиђене авионе серије Фарман МF.11 и Фарман HF.20.

## Пројектовање и развој
Авион Фарман F.40 су заједнички пројектовала браћа Мориса и Анриа Фарман 1915. године. Иако првобитно пројектован као ловац, браће су желела да направе авион који би објединио добре особине Морисовог Фарман МF.11 и Анријевог Фарман HF.22 (варијанта Фарман HF.20 са Gnome Lambde мотором), овај авион је своје место нашао тако што је заменио авионе на основу којих је пројектован. Служио је као извиђач, лаки бомбардер и авион за обуку пилота. Од ловачких задатака ефикасно је коришћен за борбу против извиђачких балона користећи Le Prieur ракете.

## Технички опис
Фарман F.40 је био једномоторни двокрилац са неједнаким крилима (доња крила су била краћа од горњих), која су међусобно била повезана упорницама и затежућим клавирским жицама.
Труп авиона чине две решеткасте конструкције које се у репу спајају и чине троугао. Кабина у облику гондоле, облог попречног пресека обложена лепенком, налазила се између горњег и доњег крила, била је довољно пространа да има простора за смештај две особе. Испред првог члана посаде на гондоли се налазио мали ветробран направљен од плексигласа.
Мотор авиона је постављен у задњем делу кабине (гондоле) и био опремљен са потисном, дрвеном, двокраком елисом фиксног корака. У авион Фарман F.40 су уграђивани Ренови линијски ваздухом или течношћу хлађени мотори, V распореда цилиндара са  V 8 и V 12 цилиндара, у опсегу снага од  80 до  160 KS. Најчешће је коришћен мотор снаге 130 KS, док је за тип авиона F.41 који је намењен обуци полота, коришћен мотор од 80 KS.
Крила су дрвене конструкције танког профила пресвучене импрегнираним платном. Крилца за управљање су се налазила само на горњим крилима. Оба крила и доње и горње су била правоугаоног облика с тим што је доње крило било краће од горњег. Крила су међусобно била повезана дрвеним упорницама а затегнута клавирским жицама. Хоризонтални стабилизатор је имао исту конструкцију као и крило а налазио се на горњој страни решеткасте конструкције која чини труп авиона. Авион је имао један вертикални стабилизатор који се налазио унутар решеткасте конструкције трупа а за њега је било прикачено кормило правца које се налазило ван решеткасте конструкције трупа.
Стајни трап авиона је био класичног типа, напред је имао две фиксне ноге направљене од дрвета у облику санки (што је смањивало ризик од превртање авиона на нос при слетању) са удвојеним бициклистичким точковима на свакој од скија, а испод репа се налазила еластична дрвена дрљача, као репна ослона тачка авиона.
Авион је био наоружан са 2 митраљеза калибра 7,7 mm, 10 Le Prieur ракета и могао је да понесе до 100 kg бомби.

## Варијанте авиона Фарман F.40
- Фарман F.40 - оригинална верзија са мотором 130 KS.
- Фарман F.40P - верзија као оригинални авион са мотором 130 KS и наоружана ракетама Le Prieur.
- Фарман F.40 Hidroplan - верзија авиона са пловцима и мотором 160 KS.
- Фарман F.41 - верзија са смањеним размахом крила (размах=16,32 m) и мотором 80 KS.
- Фарман F.56 - верзија са мотором 170 KS
- Фарман F.60 - бомбардер са мотором снаге 190 KS
- Фарман F.61 - верзија настала комбинацијом варијанти F.41 и F.60 са смањеним размахом крила и мотором 190 KS

## Оперативно коришћење
Авион Фарман F.40 се користио на Западном фронту почев од 1915. године, где је заменио превазиђене типове авиона из серије Фарман МF.11. и Фарман HF.20. Коришћен је за извиђање и бомбардовање мада није могао да понесе више од 100 kg бомби. Авиони Фарман F.40P наоружан ракетама eфикасно је коришћен за уништавање осматрачких балона. Авион Фарман F.40 је коришћен у преко 15 земаља у току Првог светског рата а коришћење је настављено и после рата све до половине двадесетих година двадесетог века. Авиони серије Фарман F.40 су се производили у Француској, Италији и Русији.

## Коришћење авиона Фарман F.40 у Србији и Краљевини СХС/Југославији
После доласка српске војске у Солун и формирања Солунског фронта извршена је реорганизација војске у којој је априла 1916. формирана Српска Авијатика. Непосредно после тога извршено је обнављање ваздухопловног парка новим авионима. У оквиру тога добијено је од Француске 24 авиона Фарман F.40, 6 ловаца Нијепор N.12 и 21 авион Нијепор N.21. Већ у августу месецу 1916. године Српска авијатика је почела да дејствује на фронту. Највише су извршавани задаци извиђања, бомбардовања и коректуре артиљеријске ватре, а повремено су вођене и борбе са непријатељским авионима. Авиони Фарман F.40 су у првим линијама фронта коришћени све до друге половине 1917. године када су их заменили авиони типа Доран AR.1/2. После повлачења ових авиона са прве борбене линије они су служили за споредне задатке и обуку пилота. Укупно је у Српској авијатици коришћено око 50 авиона Фарман F.40 и Фарман F.41. По ослобођењу земље преостали авиони овог типа су коришћени у ваздухопловству новонастале државе Краљевству СХС.

## Корисници
| - Белгија - Бразил - Колумбија - Француска - Краљевина Грчка - Краљевина Италија - Холандија - Норвешка | - Португалија - Краљевина Румунија - Руска Империја - Краљевина Србија - СССР - Уједињено Краљевство - Венецуела |